# Orhan Karaveli

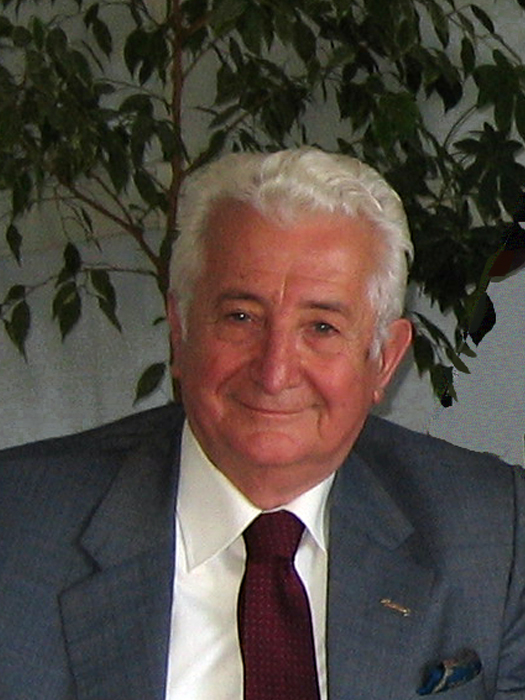
Orhan Karaveli (2014)

Orhan Karaveli (* 25. Februar 1930 in Ankara; † 24. März 2023) war ein türkischer Journalist und Autor.

## Leben
Orhan Karavelis Familie entstammt dem oghusischen Stamm der Karaevli.:19 Er wurde 1930 als Sohn von Mahmut und dessen Ehefrau Rafia in Ankara geboren.:104 Ab 1936 besuchte er die Grundschule İstiklal,:115 wechselt im folgenden Jahr aber auf die Grundschule Galatasaray Istanbul. Nach der Grundschule wechselte er auf das Galatasaray-Gymnasium, das er 1949 abschloss.:164 Anschließend begann er ein Studium der Rechtswissenschaften an der Istanbul Üniversitesi. Dieses musste er für die Ableistung des Wehrdienstes bei der Flugabwehr unterbrechen. Danach konnte er das Studium fortsetzen und studierte auch ein Jahr an der University of Westminster. 1954 schloss er das Studium erfolgreich ab.
Karaveli begann seine journalistische Karriere schon während seines Studiums. Seine ersten Artikel erschienen 1948 in der Her Hafta. Es war eine Reportage über einen Eremiten am Uludağ bei Bursa.:28 Zwischen 1950 und 1954 schrieb er für die Tageszeitung Yeni Istanbul. Außerdem unterstützte er in dieser Zeit seinen Bruder Nihat Karaveli bei der Veröffentlichung der Zeitschrift für Sexualhygiene Cinsi Bilgiler Mecmuası, die ab April 1949 60 Monate lang erschien.:203 Im Jahr 1955 berichtete er drei Jahre als Korrespondent der Tageszeitung Milliyet aus Berlin und London. Während er in London lebte, flog er regelmäßig nach Zypern um auch von dort zu berichten.
Nach seiner Rückkehr in die Türkei schrieb er als Korrespondent für News Chronicle über die Türkei,:111 später schrieb er für die ehemalige Tageszeitung Vatan. 1959 schickte ihn diese für zweieinhalb Monate in die Vereinigten Staaten. Hier verbrachte er viel Zeit bei dem US-amerikanischen Historiker und Biografen John A. Garraty, mit dem er befreundet war.:158 Außerdem begleitete er den türkischen Ministerpräsidenten Adnan Menderes bei dessen Besuchen in den USA.:207 Karaveli reiste in diesen Jahren viel. So besuchte er Kuba kurz nach der kommunistischen Revolution. 1960 reiste er in die Sowjetunion und interviewte dort Nazım Hikmet. Im folgenden Jahr reiste er nach Jugoslawien und beobachtete eine Konferenz der Bewegung der Blockfreien Staaten. Dabei interviewte er Jawaharlal Nehru und Josip Broz Tito. In den 1960er-Jahren erlitt sein Vater einen Herzinfarkt und Orhan Karaveli übernahm das Bergbau-Unternehmen der Familie.  Nach der Sanierung des Unternehmens kehrte er in den Journalismus zurück:136 und arbeitete für die Tageszeitung Cumhuriyet als Reporter und Kolumnist. In den Jahren 1977 und 1998 erhielt er den Preis der türkischen Journalistenvereinigung.
Orhan Karaveli war mit Serpil Karaveli verheiratet. Das Paar hatte zwei Söhne und eine Tochter.

## Auszeichnungen
- 2004: Burhan-Felek-Preis[4]

## Werke
Orhan Karaveli schrieb zwölf Bücher, darunter eine Autobiografie, Gedichte, Romane, Biografien und Sachbücher:
- Kişiler ve Köşeler. Koza Yayınları, Istanbul 1982
- Bir Ankara Ailesinin Öyküsü. Pergamon, Istanbul 1999
- 1946–1999 Şiirler. 1999
- Görgü Tanığı. Doğan Kitap, Istanbul 2010
- Tanıdığım Nazım Hikmet. Doğan Kitap, Istanbul 2008
- Sakallı Celal. Pergamon, Istanbul 2004
- Tevfik Fikret ve Haluk Gerçeği. Doğan Kitap, Istanbul 2007
- Ziya Gökalp'i Doğru Tanımak. Doğan Kitap, Istanbul 2008
- Ali Kemal Belki de Günah Keçisi. Doğan Kitap, Istanbul 2009
- Berlin'in Yalnız Kadınları. 2012
- Kendi heykelini Yapan Adam İlhan Selçuk. 2012
- O Olmasaydı. Doǧan Kitap, Istanbul 2014
- Kral çıplak. Asi Kitap, Istanbul 2016